# 가경로
가경로(Gagyeong-ro)는 충청북도 청주시 흥덕구 복대동 월천1교사거리와 흥덕구 복대동 죽천사거리를 잇는 충청북도 청주시의 도로이다. 대림로에서 이어져 가경로-대신로-엘지로로 이어진다. 

## 주요 경유지
충청북도
- 청주시 흥덕구 가경동

## 노선
| 이름             | 접속 노선     | 소재지        | 소재지        | 비고          |
| 대림로와 직결    | 대림로와 직결 | 대림로와 직결 | 대림로와 직결 | 대림로와 직결 |
| ---------------- | ------------- | ------------- | ------------- | ------------- |
| 월천1교사거리    | 서부로        | 흥덕구        | 가경동        |               |
| (이름없음)       | 서경로        | 흥덕구        | 가경동        |               |
| (이름없음)       | 경신로        | 흥덕구        | 가경동        |               |
| 사대부고사거리   | 장구봉로      | 흥덕구        | 가경동        |               |
| (이름없음)       | 경산로        | 흥덕구        | 가경동        |               |
| 서부소방서사거리 | 풍산로        | 흥덕구        | 가경동        |               |
| 죽천교사거리     | 가로수로      | 흥덕구        | 가경동        |               |
| 대신로와 직결    |               |               |               |               |

## 주요 건물 및 시설
- 신협 서청주신휩 가경지점 (가경로 88/가경동 1515)
- CU 청주상일점 (가경로 96/가경동 1514)
- CU 청주가경대원점 (가경로 116/가경동 1511)
- 뚜레쥬르 청주가경점 (가경로 155/가경동 1217)
- CU 청주가경스마일점 (가경로 177/가경동 793)